# 鳥井美沙
鳥井 美沙（とりい みさ、6月17日 - ）は日本の女性ナレーター、イベント司会者、声優。本名、鳥井 美沙（とりい みさ）。愛称は、美沙ぴょん。
東京都出身。フリー。趣味はスキー、ピアノ、長電話、音楽鑑賞。
ナレーターとしては主に影、各局番組宣伝番組、企業VP、各種案内で活躍。声優としては『ときめきメモリアル2』麻生華澄で知られる。百貨店・スーパー等の開閉店、催事案内アナウンス等の各種案内アナウンスも行う。

## 略歴
- ナレーターとして放送界へ。
- 1997年 - 『学校へ行こう!』でナレーターとしての知名度を高める。
- 1999年 - 声優活動を始める。

## ナレーター
TBSテレビ
- うたばん
- 学校へ行こう!
- 関口宏の東京フレンドパークII
- ファイトTV24・やればできるさ!
- ダウンタウン・セブン クイズ!スターの家族は謎だらけ?（毎日放送）
- 恋のバカヤロー
- 未来ナース「未来ナース99」
- 全国47都道府県　県民性発表SP
- ジャニーズ大運動会
- ジャニーズ筋肉番付
- キャイ〜ン&ユースケの炎の恋愛バトルSP
- ねる様の踏み絵
- とんねるずのカバチ
- 生活達人
- ビバリーヒルズ通販白書!

フジテレビ
- ヴァケスケ
- お台場明石城

テレビ朝日
- いきなり黄金伝説
- 3B juniorの星くず商事（2015年、BS朝日）[2]

テレビ東京
- 勝手にキャッチコピー委員会（2013年）[3]

### その他
- NTT留守番秘書サービス 留守番電話案内

### CM
- イエローハット
- 横浜インターコンチネンタル
- 相鉄ジョイナス

## 声優

### ゲーム
- ときめきメモリアル2（1999年）麻生華澄 役
- ときめきメモリアル2対戦ぱずるだま（2001年）麻生華澄 役
- ときめきメモリアル2 Substories 〜Memories Ringing On〜（2001年）麻生華澄 役
- ときめきメモリアル2 Substories 〜Leaping School Festival〜（2001年）麻生華澄 役
- ときめきメールボックスVol.4（2001年）麻生華澄 役 - PCアプリケーション
- ときめきメモリアル2タイピング（2003年）麻生華澄 役

### オリジナルビデオ
- ときめきメモリアル2 ミュージッククリップ集 〜やさしいキミへ〜（2002年）麻生華澄 役
- ときめきメモリアル2 ミュージッククリップ集 〜やさしいキミへ〜特別版（2002年）麻生華澄 役
- ときめきメモリアル2 ミュージックビデオクリップ 〜サーカスで逢いましょう〜（2002年）麻生華澄 役
- ときめきメモリアルスーパーライブ2（2004年）麻生華澄 役
- ときめきメモリアルSUPER LIVE forever DVD（2006年）麻生華澄 役

### アルバム
- ときめきメモリアル2 Music コレクション1（2001年）
- ときめきメモリアル2 Blooming Stories9 麻生華澄（2001年）
- ときめきメモリアル2 ボーカルトラックス5（2002年）
- ときめきメモリアル2 ボーカルトラックスベスト（2002年）

### 音声ドラマ
- バック･グランド･メッセージ〜そんなすべてのあなたに〜 Vol.5（1999年）
- バック･グランド･メッセージ〜そんなすべてのあなたに〜 Vol.7（1999年）
- ドラマCD ときめきメモリアル2 Vol.1 〜予感・はじまりの季節〜（2000年）麻生華澄 役
- ドラマCD ときめきメモリアル2 Vol.3 〜願い・秘めた心に〜（2000年）麻生華澄 役
- ドラマCD ときめきメモリアル2 Vol.6 〜雪がやんだら…〜（2001年）麻生華澄 役
- ドラマCD ときめきメモリアル2 Vol.8 〜霞む空の下に〜（2001年）麻生華澄 役
- ドラマCD ときめきメモリアル2 Vol.9 〜月の欠片〜（2002年）麻生華澄、メデューサ将軍 役
- ドラマCD ときめきメモリアル2 Vol.10 〜陽光、輝きの中へ〜（2002年）麻生華澄 役
- ときめきメモリアル2 ハッピートークCD（2002年）麻生華澄 役

### キャラクター
- サニクリーン モッピー君
- 株んちょクラブ　案内役・ねこ
- 茨城県ゆるキャラ・マナビー

## ラジオパーソナリティ
- エモマルシェ（TOKYO FM）初代パーソナリティ